# Sint-Barbarakerk (Ramersbach)
De Sint-Barbarakerk is een katholieke parochiekerk in Ramersbach, sinds 1974 een stadsdeel van Bad Neuenahr-Ahrweiler in de Duitse deelstaat Rijnland-Palts. De kerk werd in de jaren 1907-1908 gebouwd en gelegen aan de Mayener Straße 2.

## Geschiedenis

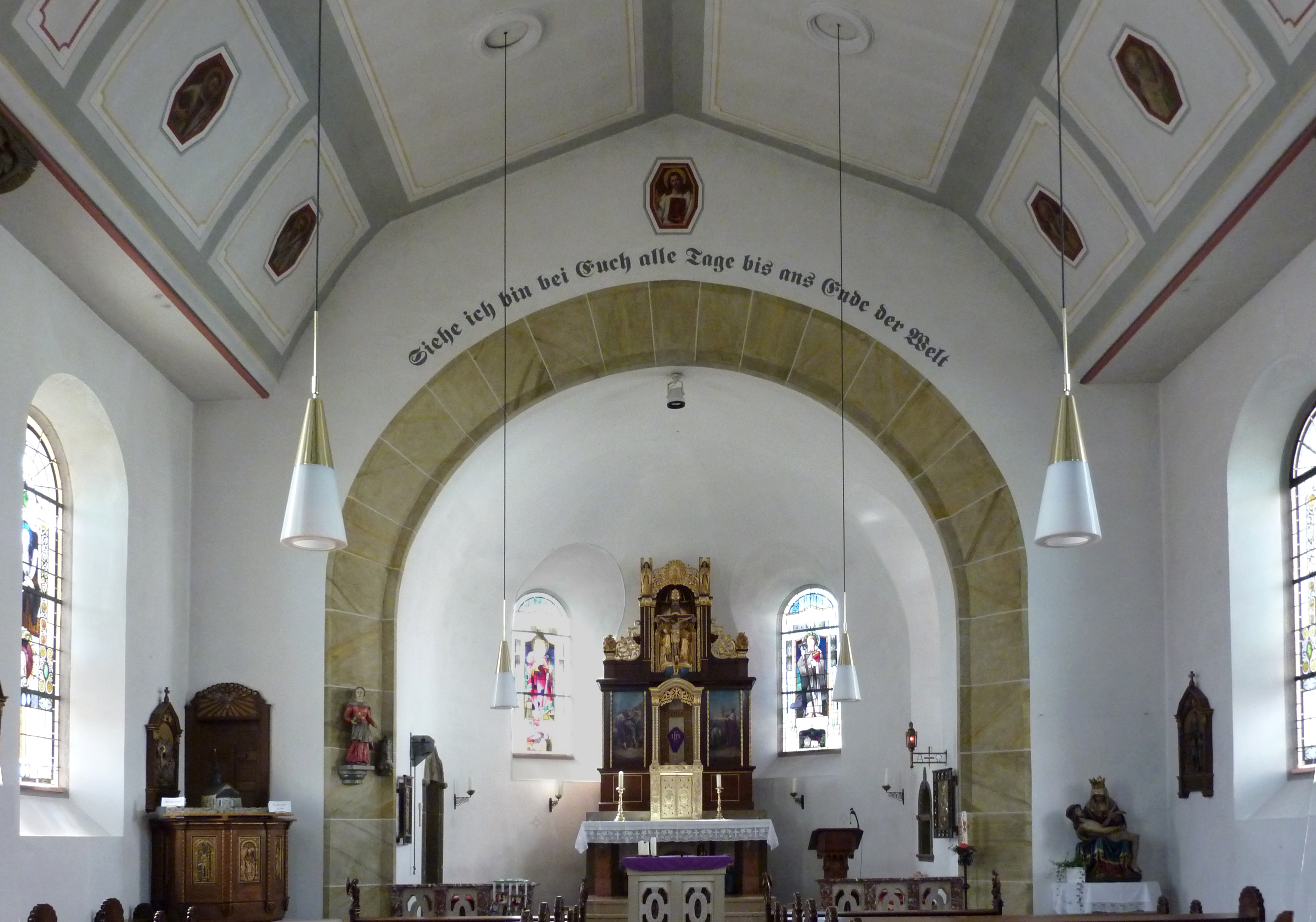
Overzicht interieur

Reeds in de 14e eeuw bestond er in Ramersbach een kleine kapel die aan de heilige Barbara gewijd was. Op 19 mei 1662 verleende het bisdom Keulen het dorp de toestemming tot de oprichting van een eigen parochie. Een grote brand in 1736 vernietigde het dorp Ramersbach; kerk, pastorie en 35 huizen met hun bijgebouwen gingen in vlammen op. De kerk werd echter spoedig herbouwd, maar gebrek aan deugdelijk bouwmateriaal droeg bij aan gebrekkige bouw, waardoor er al spoedig nieuwe renovaties nodig waren. Na 169 jaar werd de Barbarakerk ten slotte wegens bouwvalligheid afgebroken.
Het huidige kerkgebouw werd in de jaren 1907-1908 naar een ontwerp van de uit Trier afkomstige architect Peter Marx gebouwd. Het is de enige kerk in het bisdom Trier waar in het interieur stijlelementen van de jugendstil zijn toegepast. De gebrandschilderde ramen zijn van hoge kwaliteit en werden vervaardigd door de firma Binsfeld uit Trier naar een ontwerp van Josef Dornoff (1874−1944). Het hoofdaltaar bevat links een paneel met een voorstelling van Abraham en Isaak, het rechterpaneel Melchisedek.
Het in het jaar 2005 ingewijde orgel heeft één manuaal en acht registers en werd gemaakt door de orgelbouwfirma Fischer & Krämer.

## Afbeeldingen

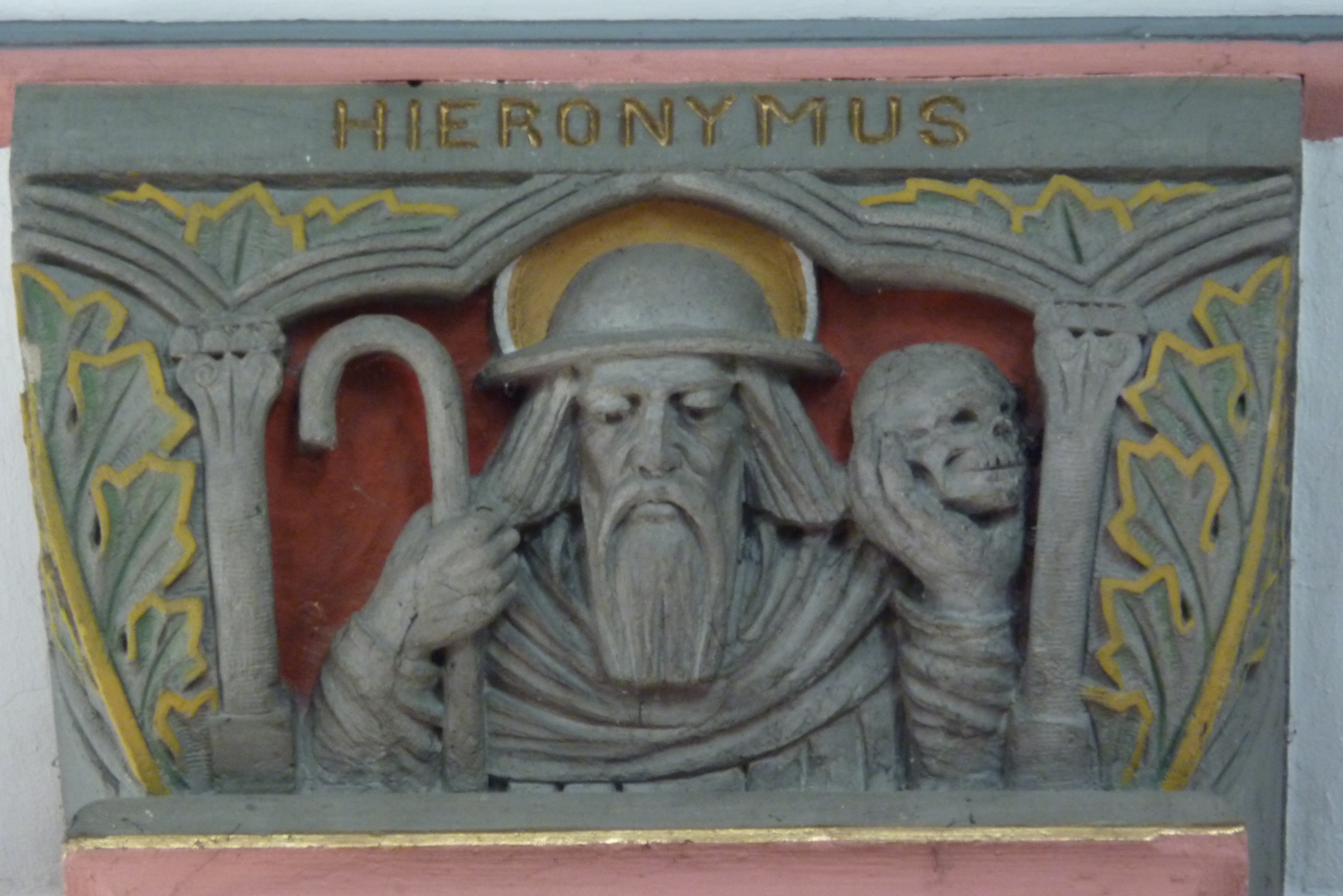
Kapiteel met de hl. Hieronymus
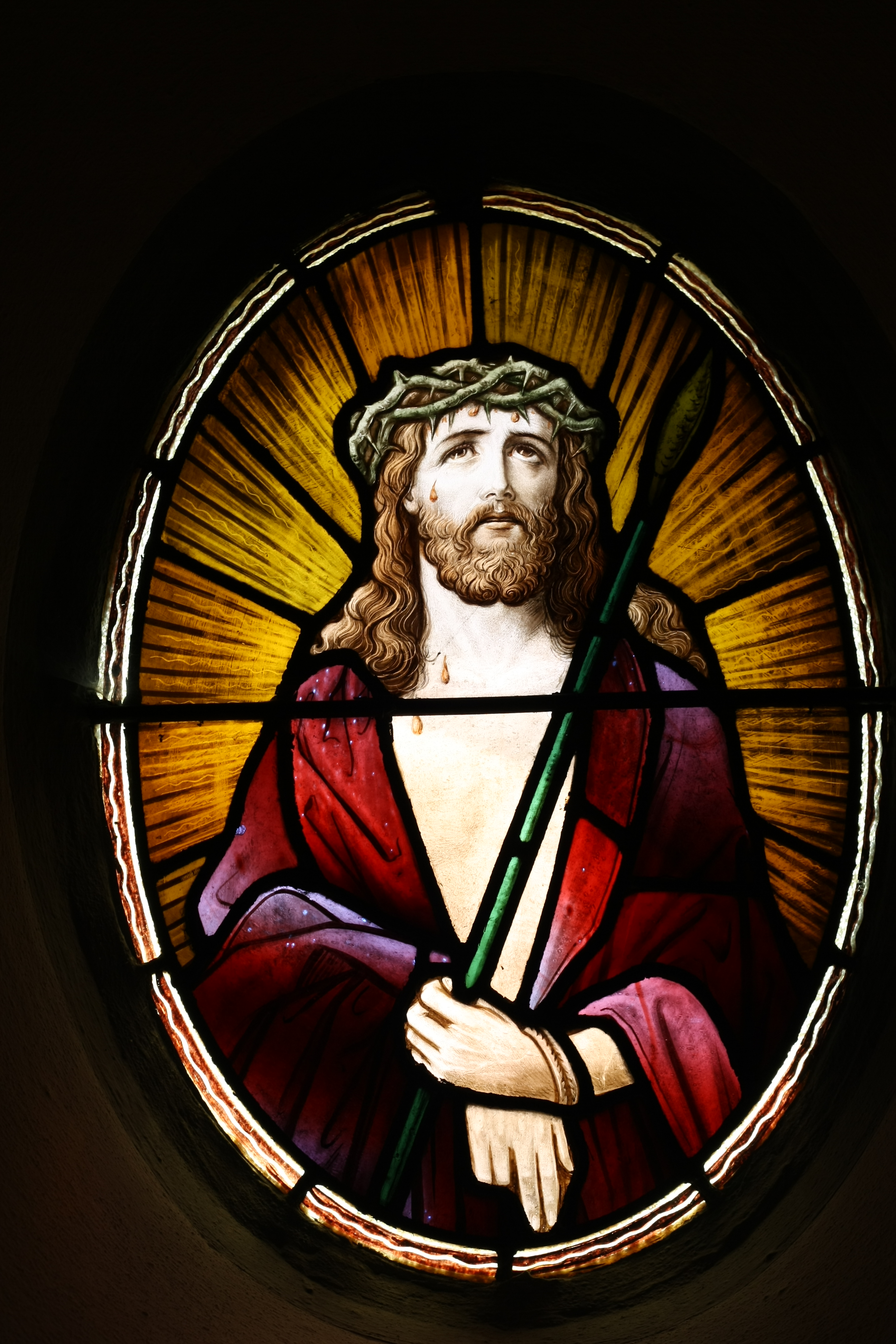
Ecce Homo
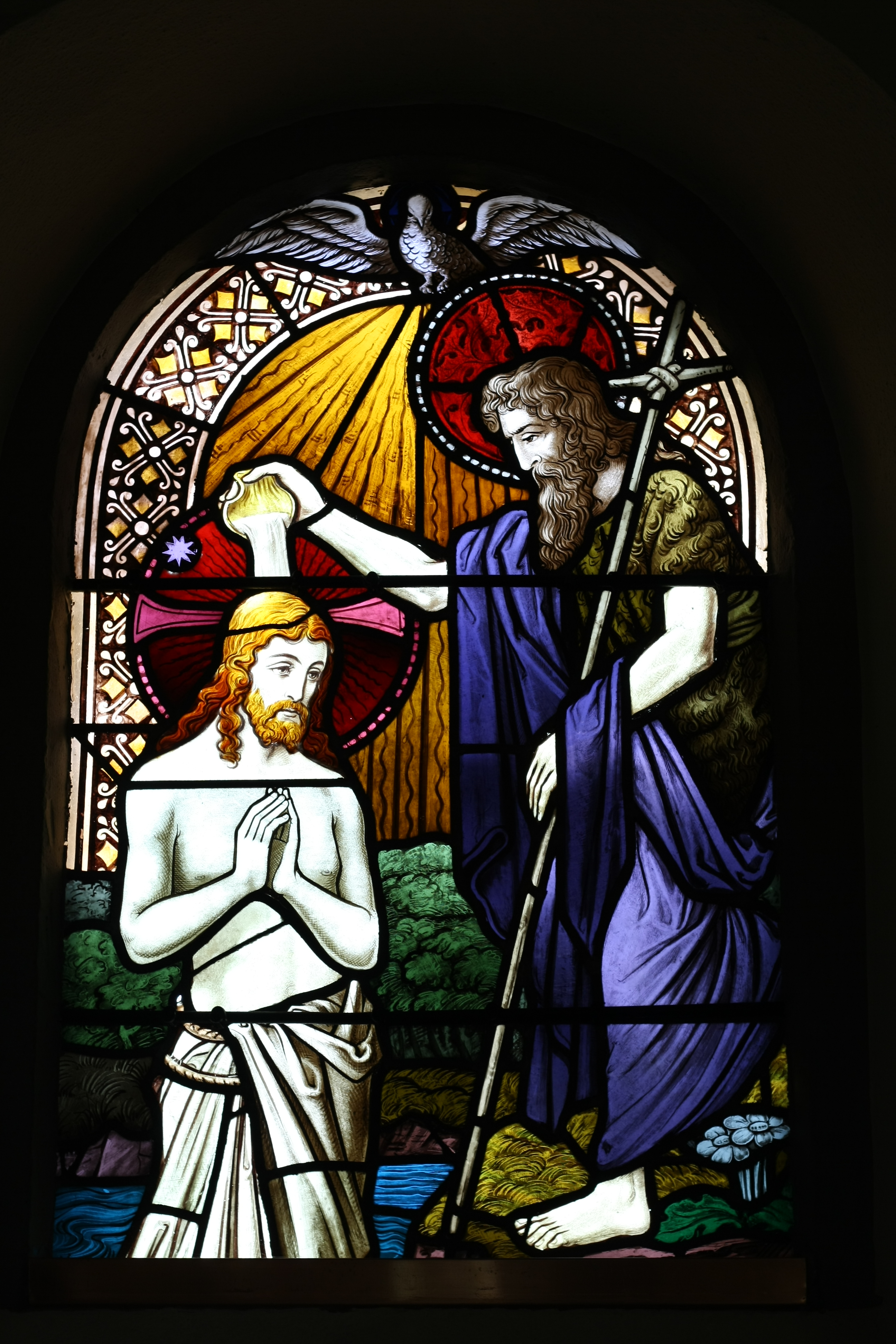
Doop van Christus
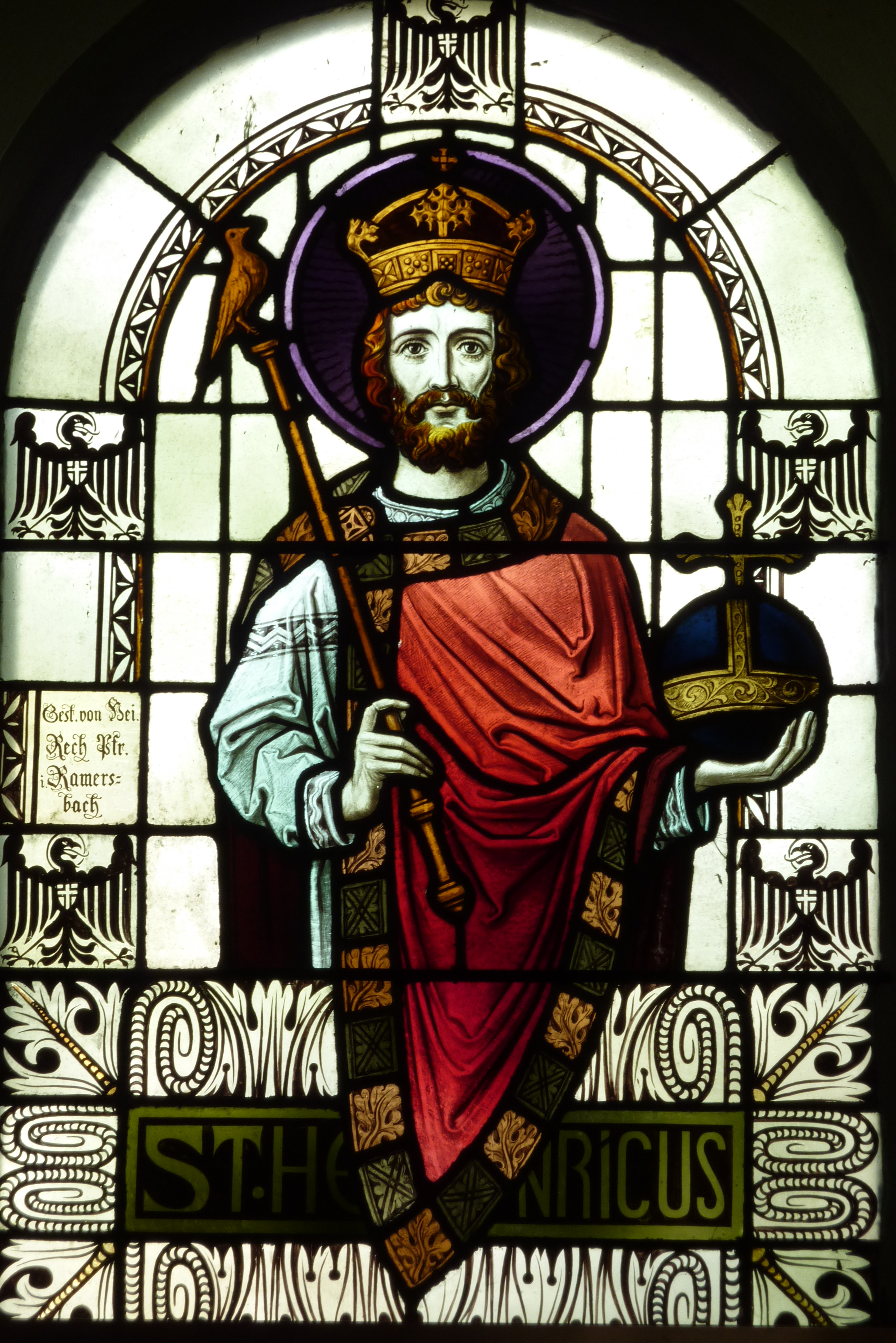
Keizer Hendrik II de Heilige
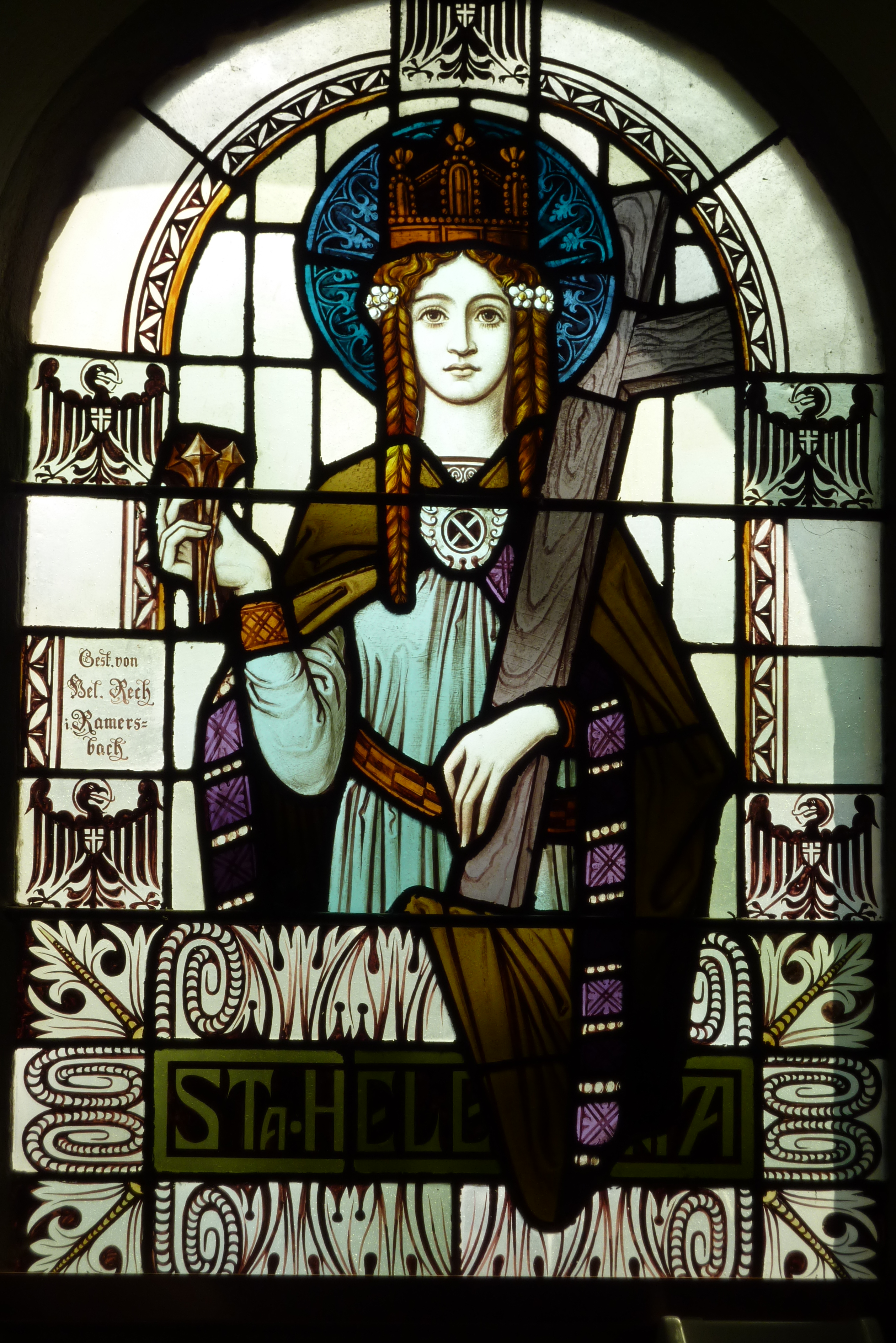
Sint-Helena
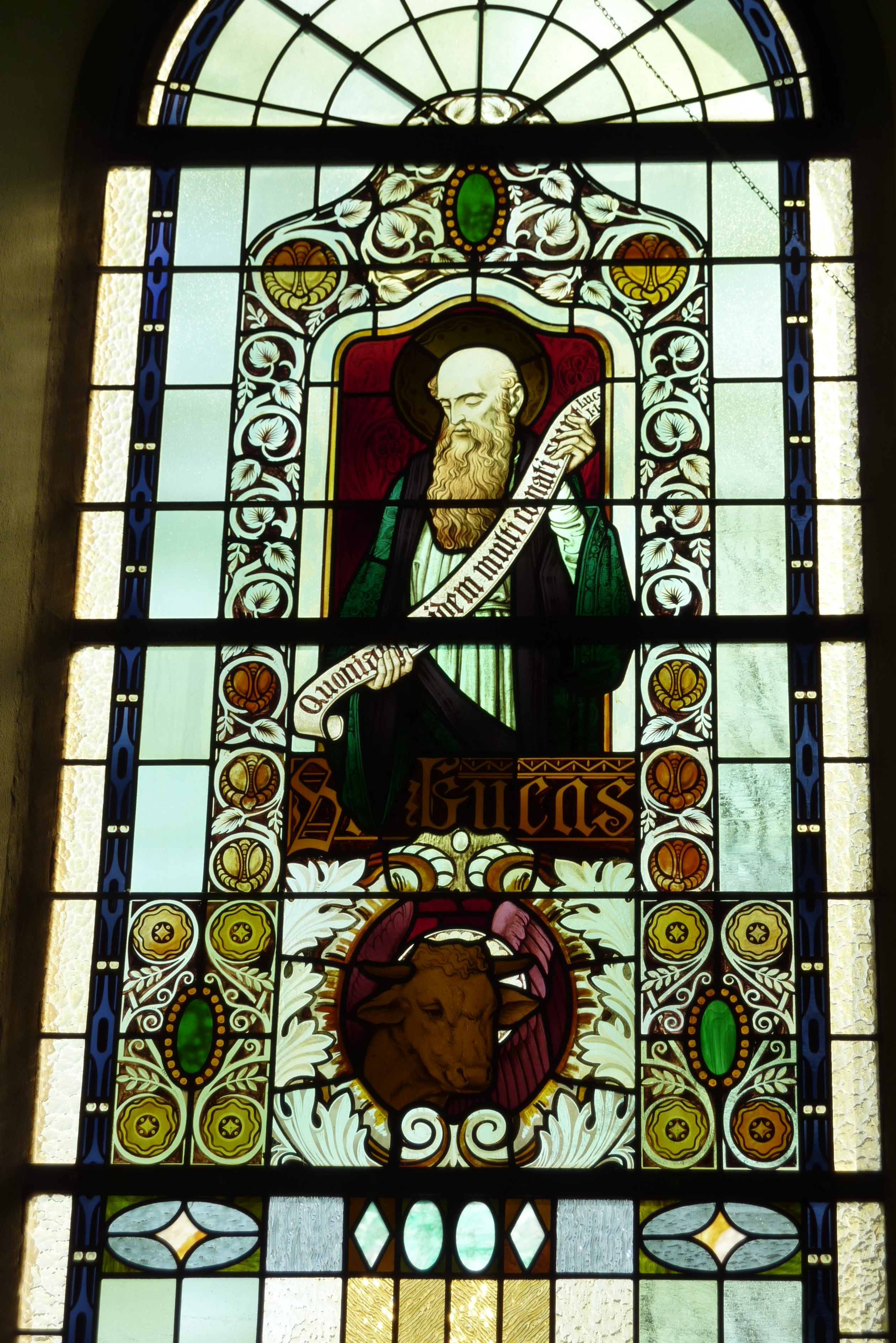
Sint-Lucas